# Нановижн
НаноВижн (также иногда называется НаноВижн Груп) — российская офтальмологическая компания, основанная Дмитрием Дементьевым. Компания специализируется на искусственных хрусталиках глаза (интраокулярных линзах).
Кроме этого, компания также занимается производством офтальмологических лазеров и созданием глазного банка «АйЛаб», созданного для производства и хранения материала, необходимого для восстановления роговицы глаза, с последующим использованием материала для пересадок роговицы нуждающимся больным.

## История
30 января 2014 года компания «НаноОптика», являющаяся дочерней компанией «НаноВижн», получила статус резидента ОЭЗ «Зеленоград».
13 сентября 2014 года в Лондоне на 32-м Международном офтальмологическом конгрессе компания открыла свой стенд, на котором представила различные материалы, которые используются в микрохирургии глаза. Стенд открыл Александр Яковенко, на открытии присутствовал Дмитрий Дементьев, создавший компанию и известные офтальмологи.
15 сентября 2014 года в Лондоне компания компанией была проведена научная конференция «Новые направления в офтальмологии», направленная на рассказ о разработках компании. Конференция была проведена под эгидой Посольства России в Великобритании.

## Продукция
В октябре 2014 года «НаноВижн» планировала ежегодно выставлять на рынок 200 тысяч штук искусственных хрусталиков глаза. В случае надобности фабрика «НаноОптика» способна увеличить количество производимых линз до 600 тысяч, что выше нужд российского рынка. Линзы компании отличаются от конкурентных другой технологией изготовления, при которой значительно снижается процент брака. Первую партию планировалось выставить к началу 2015 года.
Для получения конкурентного преимущества компания планировала продавать по сниженной цене линзы, традиционно относимые к дорогому сегменту. При этом планировалось создавать хрусталики пяти типов, с разными ценами.

## Оборудование
Фабрика «НаноОптика», принадлежащая компании, находится в Зеленограде. На фабрике 800 м² чистых помещений, оборудованных защитой от микроорганизмов и пыли.

### Электронные публикации
- «Нановижн Груп» в Лондоне. Посольство России в Великобритании. 17 сентября 2014. Архивировано 29 апреля 2015. Дата обращения: 29 апреля 2015.